# ورزشگاه اردنت
ورزشگاه اردنت (انگلیسی: Erdenet Stadium) یک ورزشگاه در شهر اردنت در استان اورخون کشور مغولستان است. این ورزشگاه گنجایش ۳۰۰۰ تماشاگر را دارد و دارای یک زمین چمن مصنوعی است. این ورزشگاه زمین خانگی باشگاه فوتبال خانگارید در لیگ برتر مغولستان است.